# Ferdinand Jäger (Sänger, 1839)
Georg Ferdinand Jäger (25. Dezember 1839 in Hanau – 13. Juni 1902 in Wien) war ein deutscher Opernsänger (Tenor) und Gesangspädagoge.

## Leben
Er empfing seine Ausbildung bei Hofkammermusikus Carl Thiele im Gesang und bei Hofschauspieler Ferdinand Heine in der Darstellungskunst. Seinen ersten Bühnenversuch wagte er am 30. April 1865 in Dresden, wurde auch daselbst engagiert und war dann an ersten Stadttheatern, wie Köln und Hamburg, und Hoftheatern, wie Berlin, Stuttgart und Kassel, als Heldentenor wirksam.
1876 wurde bereits Richard Wagner auf den Künstler aufmerksam und lud ihn nach Bayreuth, wo der Meister mit ihm sämtliche Tenorrollen seiner Dramen gründlich studierte und ihn für den „Siegfried“ bestimmte, für welche Partie sich der Sänger nicht bloß durch seine Stimme, sondern auch durch die Jugendlichkeit seiner Erscheinung, sein ungemein ausdrucksvolles Spiel und die Deutlichkeit seiner Aussprache empfahl. Er errang bei den ersten Bayreuther Festspielen einen großen Erfolg und galt lange als der einzige deutsche Sänger, der den Siegfried zu singen und darzustellen vermochte.
Wagner empfahl den Künstler auch an die Hofoper Wien, woselbst er von 1878 bis 1879 dem Nibelungendrama durch seine „Siegfriede“ wohl zu den glänzenden Erfolgen verhalf.
Anlässlich der Erstaufführung des „Siegfried“ am 9. November 1878 schrieb Eduard Hanslick: „Von den Gesangspartien ist Siegfried die wichtigste, zugleich die anstrengendste Tenorpartie, die je geschrieben wurde. Herr Jäger führte sie in Gesang und Spiel sehr glücklich durch. Durch seine hohe schlanke Gestalt dafür wie geschaffen, versteht er überdies, frei und natürlich zu agieren. Seine Stimme hat wenig Reiz und ist bereits etwas angegriffen, wahrscheinlich infolge des vielen Siegfried-Singens. Desto rühmlicher wirkt Herr Jäger durch Energie des Vortrages und Deutlichkeit der Aussprache.“
In der Tat galt Jäger zu jener Zeit als der erste Repräsentant des neuen dramatischen Gesangsstils. Nach seinem Scheiden von Wien kehrte er wiederholt als Gast an die Hofoper zurück und zwar 1880, 1881, 1882, 1888, 1890 und zuletzt 1891.
Die Folge dieser künstlerischen Großtaten war die Einladung König Ludwigs II. von Bayern zu den Separataufführungen dieser Werke in München, wobei Jäger von neuem seine meisterhafte Schule und seine prächtigen Stimmmittel zur Geltung bringen konnte.
Bald darauf entsagte er der Bühnentätigkeit gänzlich, um sich fast ausschließlich mit der Heranbildung junger, talentierter Gesangskräfte zu beschäftigen. Anfang der 1890er Jahre macht er es sich auch zur künstlerischen Ehrenpflicht, dem damals noch unbekannten Komponisten Hugo Wolf zur verdienten Anerkennung zu verhelfen. Dies ist ihm trotz der verschiedensten Anfeindungen in erwünschtem Maße gelungen.
Jäger hatte sich seit Jahren in Wien niedergelassen, wo er sich mit großen Erfolge dem Gesangsunterricht widmete. Wie früher seine eigenen hervorragenden gesanglichen Leistungen große Anerkennung fanden, so waren es später zahlreiche Schüler in ersten künstlerischen Positionen, die Zeugnis von Jägers bedeutendem Können und seiner mustergültigen Methode gaben. Am 13. Juni 1902 verstarb der Künstler nach kurzer Krankheit.
Verheiratet war er mit Aurelie Wilczek, deren Tochter Elsa Jäger war ebenfalls eine Schauspielerin genauso wie sein gleichnamiger Sohn Ferdinand Jäger.

## Schüler (Auswahl)
- Marie Dietrich